# Sails of Charon
Sails of Charon è un brano degli Scorpions inserito nell'album Taken by Force e pubblicato nel 1977.
Ne è stato fatto anche un singolo, pubblicato solo in Giappone l'anno successivo.

## Tracce
1. Sails of Charon (Roth) - 4:24
2. Steamrock Fever (Schenker, Meine) - 3:35

## Formazione
- Klaus Meine - voce
- Ulrich Roth - chitarra
- Rudolf Schenker - chitarra
- Francis Buchholz - basso
- Herman Rarebell - batteria